# エゾノリュウキンカ
エゾノリュウキンカ（蝦夷立金花、学名: Caltha fistulosa）は、キンポウゲ科の多年草。近縁種のリュウキンカよりも全体に大型。別名エゾリュウキンカ。谷地に生え、丸い葉がフキに似るので、俗に「ヤチブキ」とも呼ばれる。

## 分布・生育地
本州北部（東北地方以北）、北海道、樺太、千島、朝鮮北部、ウスリーに分布する。寒冷地の湿地や、水が流れる谷沢、小川沿いなどの水辺などに自生する。北海道では外来種であるオランダガラシと同じ水辺に生えていることも多い。

## 形態・生態
多年生草本。葉は長い葉柄があり、根生葉と花茎につく葉とがある。葉身は基部がくびれた腎形で、幅は20センチメートル (cm) ほどあり、葉縁に鋸歯がある。
花期は初夏。花茎が80cmほどに伸びて、先に黄金色の花が咲く。

## 食用
葉、茎、花も食用となり、北海道では初夏の山菜の代表格といわれる。採取時期は、東北地方が5 - 6月、北海道では6月が適期とされ、できるだけ水の流れに生えているものを選び、開花前の若い株の茎葉がおいしいと評されている。アクはないが苦味があるのでよく茹でて水にさらし、おひたし、ごま・からし・酢味噌の和え物などにする。天ぷら、炒め物、味噌汁の実にもできる。また、アイヌ語で「ウフトウリ」とも呼ばれ、アイヌ料理のラタシケプの材料にもされた。茹でて水にさらしてもわずかに苦味が残るが、この独特の苦味がエゾノリュウキンカの持ち味である。近縁種のエンコウソウ（学名: Caltha palustris var. enkoso）も食用になる。
キンポウゲ科の植物は有毒な種が多いが、リュウキンカはその中で食用となる数少ないものの一つとされる。多く食用とされるのは、特に北海道で群生するエゾノリュウキンカといわれている。一方、佐竹元吉監修『日本の有毒植物』では「生長して大きくなったものは、下痢などの中毒症状を起こす」としている。